# Steve Russell (homme politique)
Pour les articles homonymes, voir Steve Russell.
Steven Dane Russell dit Steve Russell, né le 25 mai 1963 à Oklahoma City, est un homme politique américain, représentant républicain de l'Oklahoma à la Chambre des représentants des États-Unis de 2015 à 2019.

## Biographie
Steve Russell est originaire d'Oklahoma City. Après des études à l'Université baptiste Ouachita, dont il sort diplômé en 1985, il entre dans l'armée de terre américaine. Lieutenant-colonel, son unité participe notamment à la capture de Saddam Hussein en 2003. Russell a écrit un livre sur le sujet intitulé We Got Him! A Memoir of the Hunt and Capture of Saddam Hussein,. Il quitte l'armée en 2006 et devient propriétaire d'une usine de fusils,.
Le 4 novembre 2008, il est élu au Sénat de l'Oklahoma (en) pour le 22ème district (qui comprend le sud-ouest d'Oklahoma City et une grande partie des villes de Mustang et Moore). Il n'est pas candidat à un second mandat en 2012.
En 2014, il se présente à la Chambre des représentants des États-Unis dans le 5e district de l'Oklahoma, qui comprend l'essentiel du comté d'Oklahoma et les comtés de Pottawatomie et Seminole. Il entend succéder au républicain James Lankford, candidat au Sénat. Il arrive en tête du premier tour de la primaire républicaine avec 27 % des voix devant Patrice Douglas (24 %). Soutenu par le Tea Party, il remporte le second tour avec environ 60 % des suffrages. Dans un district conservateur ayant voté à 59 % pour Mitt Romney en 2012, il est presque assuré de remporter l'élection générale. En novembre, il est élu représentant avec 60,1 % des voix devant le sénateur d'État démocrate Al McAffrey (en) (36,3 %) et trois candidats indépendants.
Il est réélu avec 20 points d'avance sur son adversaire démocrate en 2016. Lors des élections de 2018, il affronte la démocrate Kendra Horn, qui fait campagne sur l'éducation et la santé. Russell mène un début de campagne monotone et voit Horn lever davantage de fonds. Il est battu de justesse par la démocrate (49,3 % contre 50,7 %). Sa défaite est considérée comme une surprise par la presse,, la circonscription n'ayant pas élu un démocrate depuis John Jarman (en) en 1974.